# Ligne de tramway 53 (Anvers)
La ligne 53 est une ancienne ligne du tramway vicinal d'Anvers de la Société nationale des chemins de fer vicinaux (SNCV) qui reliait Rumst à Lierre.

## Histoire
1er janvier 1902 : extension de Rumst vers la gare de Lierre.
16 avril 1933 : électrification de Rumst Vosberg - Lierre Gare.
4 septembre 1949 : suppression de la section Rumst Vosberg - Lierre Gare et du service 53.
Les voies sont démontées entre Rumst et Lierre au cours de l'année 1951.